# Clemens von Delbrück

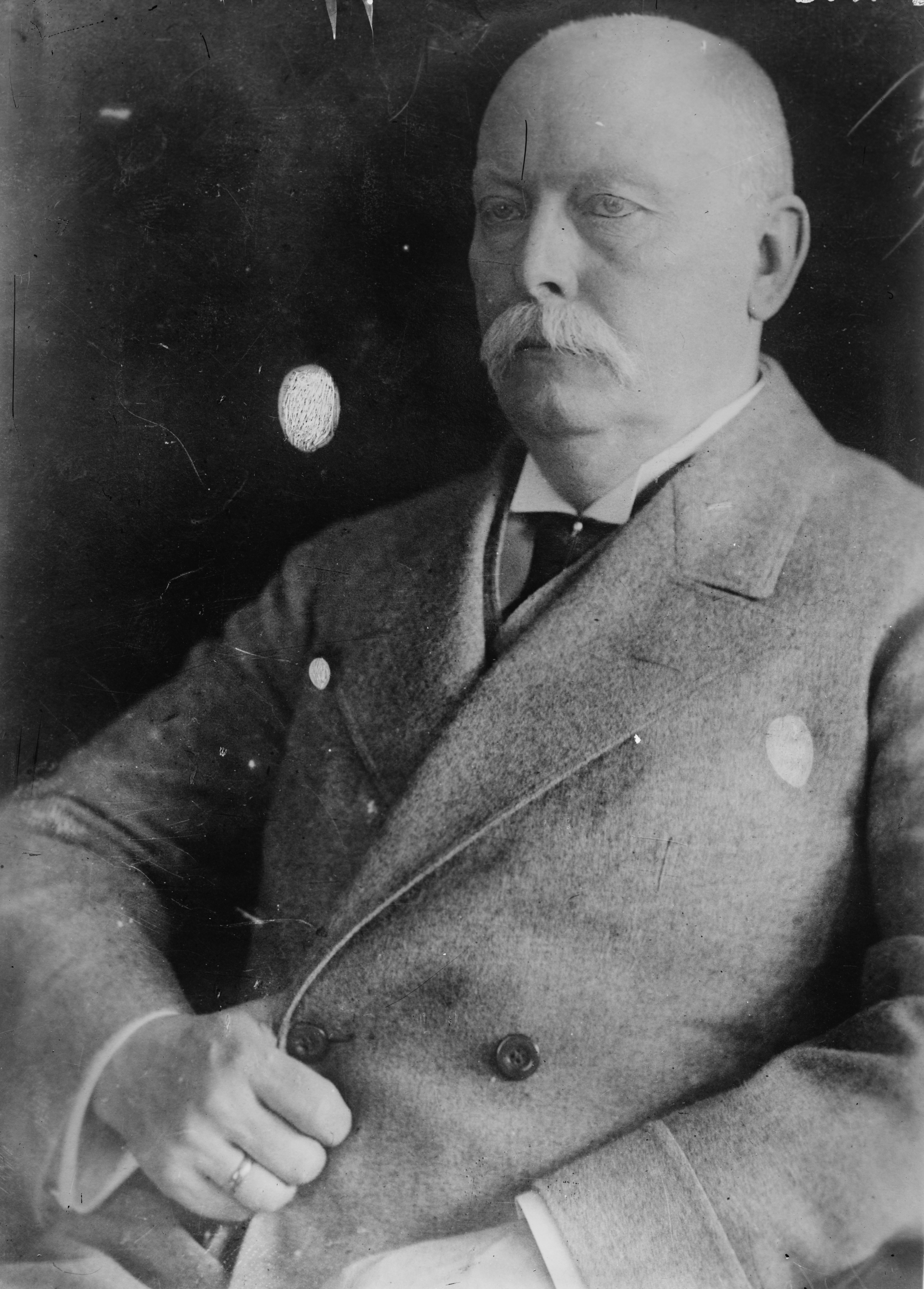
Clemens von Delbrück

Clemens Gottlieb Ernst von Delbrück, född 19 januari 1856, död 17 december 1921, var en tysk politiker.
Delbrück blev efter byråkratisk karriär 1902 överpresident i Ostpreussen, 1905 preussisk handelsminister och i juli 1909 inrikes statssekreterare. Han fungerade även under Theobald von Bethmann Hollwegs ämbetstid som ministerpresident i Preussen. Vid första världskrigets utbrott ledde han den "ekonomiska uppmarschen". Delbück avgick 1916 men återkom oktober-november 1918 som chef för Vilhelm II:s civilkabinett samt deltog med förtjänst i nationalförsamlingen i Weimar. Diskussionen om riksregeringens och rikspresidentens framtida ställning erhöll genom hans inlägg goda bidrag. Delbrück valdes 1920 på tysknationella folkpartiets lista in i riksdagen. Hans minnen, Die wirtschaftliche Mobilmachung Deutschlands utgavs 1924, och hans Reden 1906-16 utgavs 1917.

## Utmärkelser
- Kommendör med stora korset av Vasaorden, 1911.[1]